# ألفارو أوبريغون
ألفارو أوبريغون ساليدو (بالإسبانية: Álvaro Obregón) (19 فبراير 1880 – 17 يوليو 1928) كان جنرالًا في الثورة المكسيكية، أصبح رئيسًا للمكسيك منذ عام 1920 وحتى عام 1924. أيد قرار سونورا باتباع حاكم كواويلا فينوستيانو كارانسا قائدًا للثورة ضد نظام فيكتوريانو ويرتا. عيّن كارانسا أوبريغون قائدًا للقوات الثورية في شمال غرب المكسيك، وعيّنه في عام 1915 وزيرًا للحرب. في عام 1920، أطلق أوبريغون ثورةً ضد كارانسا، اغتيل فيها كارانسا. فاز أوبريغون بالانتخابات اللاحقة بتأييد ساحق.
كانت رئاسة أوبريغون أول رئاسة مستقرة منذ بدء الثورة في عام 1910. أشرف على إصلاح تعليمي هائل (مع ازدهار الجداريات المكسيكية) وإصلاح زراعي معتدل، وقوانين العمل التي يرعاها الاتحاد الإقليمي للعمال المكسيكيين الذي يزداد قوة. في شهر أغسطس من عام 1923، وقع معاهدة بوكاريلي التي أوضحت حقوق الحكومة المكسيكية والمصالح النفطية الأمريكية وجلبت الاعتراف الدبلوماسي الأمريكي بحكومته. في فترة 1923-1924، شنّ وزير أبريغون للمالية، أدولفو دي لا ويرتا، تمردًا يعود سببه جزئيًا إلى الاحتجاج على معاهدة بوكاريلي؛ عاد أوبريغون إلى ساحة المعركة لسحق التمرد. ساعدته الولايات المتحدة في انتصاره بإمداده بالأسلحة وبـ17 طائرة أمريكية قصفت أنصار دي لا ويرتا.
في عام 1924، انتُخب بلوتاركو إلياس كاليس رئيسًا للبلاد، وهو الجنرال الثوري الشمالي زميل أوبريغون وخليفته المختار. مع أن أوبريغون تقاعد ظاهريًا إلى سونورا، فقد ظل مؤثرًا تحت قيادة كاليس. فاز أوبريغون في انتخابات عام 1928 بعد أن دفعه الإصلاحُ الدستوري لجعل إعادة الانتخاب مرة أخرى ممكنة. اغتيل في ذلك العام قبل أن يبدأ ولايته الثانية على يد خوسيه دي ليون تورال، وهو مكسيكي أساءت إليه قوانين الحكومة المناهضة للدين. أسفرت محاكمة تورال اللاحقة عن إدانته وإعدامه رميًا بالرصاص. تورطت راهبة كبوشية تُدعى ماريا كونسبسيون أسيبيدو دي لا ياتا «مادري كونشيتا» في هذه القضية، ويُعتقد أنها العقل المدبر وراء اغتيال أوبريغون.

## نشأته، 1880–1911
وُلد أوبريغون في سيكويسيفا، سونورا، بلدية نافوخوا، ابنًا لفرانسيسكو أوبريغون وسينوبيا ساليدو. كان فرانسيسكو أوبريغون قد امتلك عقارًا كبيرًا ذات مرة، ولكن شريكه التجاري دعم الإمبراطور ماكسيميليان خلال التدخل الفرنسي في المكسيك (1861-1867)، وصودرت ممتلكات العائلة من قبل الحكومة الليبرالية في عام 1867. تُوفي فرانسيسكو أوبريغون في عام 1880، وهو عام ولادة ألفارو أوبريغون. نشأ الصبي في فقر على يد أمه وشقيقاته الأكبر سنًا سينوبيا وماريا وروزا.
عمل أوبريغون خلال طفولته في مزرعة العائلة وتعرف على شعب المايو الذين عملوا هناك أيضًا. التحق بمدرسة يديرها شقيقه خوسيه في واتابامبو وتلقى تعليمًا ابتدائيًا. أمضى سنوات مراهقته في العمل في وظائف متنوعة، ذلك قبل أن يجد وظيفة دائمة في عام 1898 مشغّلًا لمخرطة في مطحنة السكر التي يملكها أخواله في نافولاتو، سينالوا.
في عام 1903، تزوج ريفوجيو أوريا، وفي عام 1904، غادر مطحنة السكر ليعمل في بيع الأحذية من الباب إلى الباب، ثم ليصبح مزارعًا مستأجرًا. بحلول عام 1906، كان في وضع يسمح له بشراء مزرعته الصغيرة الخاصة، حيث زرع الحمص. كان العام التالي مأساويًا بالنسبة إلى أوبريغون، فقد توفيت زوجته واثنان من أطفاله، ما تركه أرملًا مع طفلين صغيرين ربتهما بعد ذلك أخواته الثلاث الأكبر سنًا. في عام 1909، اخترع أوبريغون حصادة الحمص وسرعان ما أسس شركة لتصنيع هذه الحصادات، فضلًا عن خط تجميع حديث. نجح في تسويق هذه الحصادات لمزارعي الحمص في جميع أنحاء وادي مايو.

## مسيرته العسكرية، 1911–1915

### بدايات حياته العسكرية، 1911–1913

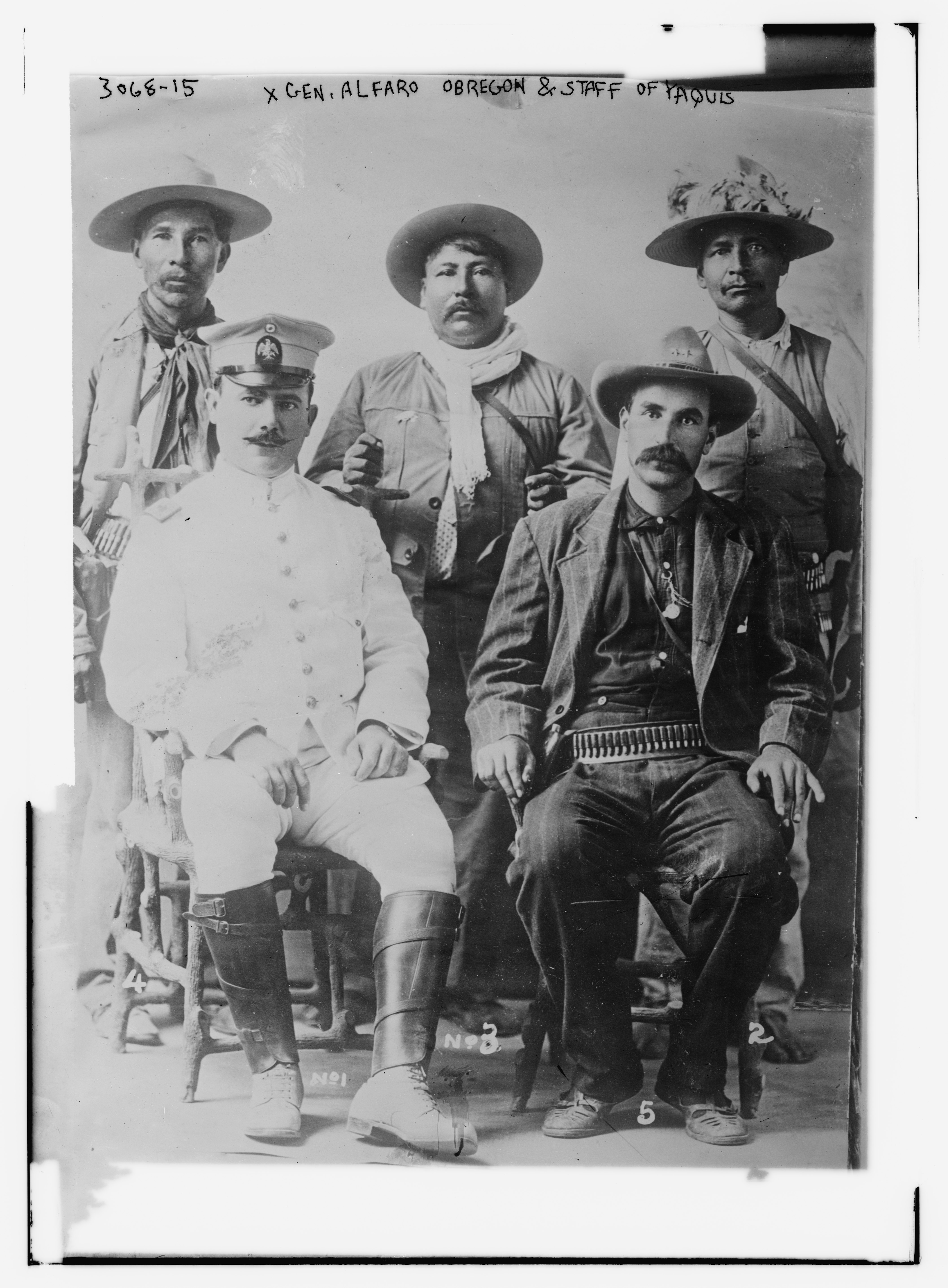
الجنرال أوبريغون 1913

دخل أوبريغون إلى عالم السياسة في عام 1911 بانتخابه رئيسًا لبلدية بلدة واتامبابو. أعرب أوبريغون عن تعاطفه مع الحركة المناهضة لإعادة الانتخابات التي أطلقها فرانسيسكو آي. ماديرو في الفترة 1908-1909 في معارضة للرئيس بورفيريو دياث. وهكذا، عندما بدأ ماديرو الثورة المكسيكية في شهر نوفمبر من عام 1910 بإصدار خطته سان لويس بوتوسي، لم ينضم أوبريغون إلى النضال ضد بورفيريو دياز.
نجح ماديرو بهزيمة بورفيريو دياز، ومن ثم أصبح رئيسًا للمكسيك في شهر نوفمبر من عام 1911.
أصبح أوبريغون مؤيدًا لماديرو بعد فترة وجيزة من تسلمه رئاسة المكسيك. في شهر مارس من عام 1912، شنّ باسكوال أوروزكو، وهو جنرال قاتل مع ماديرو في أثناء الثورة المكسيكية لكنه كان ساخطًا على ماديرو، ثورةً ضد نظام ماديرو في تشيواوا بدعم مالي من لويس تيرازاس الحاكم السابق لتشيواوا وأكبر مالك أراضٍ في المكسيك.
في شهر أبريل من عام 1912، تطوع أوبريغون للانضمام إلى قوات ماديريستا المحلية، وهي الكتيبة الرابعة غير النظامية في سونورا، التي نُظمت تحت قيادة الجنرال سانخينيس لإخضاع تمرد أوروزكو.
دعمت هذه الكتيبة القوات الاتحادية تحت قيادة فيكتوريانو ويرتا التي أرسلها ماديرو لسحق تمرد أوروزكو. في غضون أسابيع من انضمامه إلى الكتيبة، أبدى أوبريغون علامات على دهاءه العسكري. عصى أوبريغون أوامر رئيسه لكنه انتصر في عدة معارك من خلال استدراج العدو إلى الفخاخ والاعتداءات المفاجئة والمناورات المحاصرة.
ترقى أوبريغون بسرعة عبر الرتب وحصل على رتبة عقيد قبل استقالته في شهر ديسمبر من عام 1912 بعد الانتصار على أوروزكو (مع فرار أوروزكو إلى الولايات المتحدة).
كان أوبريغون ينوي العودة إلى الحياة المدنية في شهر ديسمبر من عام 1912، ولكن في شهر فبراير من عام 1913، أُطيح بنظام ماديرو عبر انقلاب (معروف في التاريخ المكسيكي باسم الأيام العشرة المأساوية) دبره فيكتوريانو ويرتا، وفيليكس دياز، وبرناردو رييس، وهنري لين ويلسون سفير الولايات المتحدة لدى المكسيك، وتولى ويرتا الرئاسة.
سافر أوبريغون على الفور إلى إيرموسييو لعرض خدماته على حكومة سونورا المعارضة لنظام ويرتا. رفضت حكومة سونوران الاعتراف بنظام ويرتا، وفي أوائل شهر مارس عام 1913، عُيّن أوبريغون رئيسًا لإدارة الحرب في سونورا. بهذه الصفة، شرع في حملة تمكنت في غضون أيام من طرد القوات الاتحادية في نوغاليس وكانانيا وناكو. سرعان ما تابع الاستيلاء على مدينة غوايماس الساحلية. تربّع ضد القوات الاتحادية في شهر مايو من عام 1913 في معركة سانتا روزا من خلال تطويق العدو. بصفته قائدًا لقوات سونورا، فاز أوبريغون باحترام العديد من الثوار الذين قاتلوا تحت قيادة ماديرو في فترة 1910-1911 وأبرزهم بنجامين جي. هيل.

### الكفاح ضد نظام ويرتا، 1913–1914
كانت حكومة سونوران على اتصال مع حكومة كواويلا التي رفضت الاعتراف أيضًا بنظام ويرتا ودخلت حالة من التمرد. سافر وفد من سونوران برئاسة أدولفو دي لا ويرتا إلى مونكلوفا للاجتماع بفينوستيانو كارانسا حاكم كواويلا. وقعت حكومة سونوران على خطة غوادالوبي لكارانسا، التي أصبح كارانسا بموجبها «القائد الأول» للجيش الدستوري المعلن حديثًا. في 30 سبتمبر عام 1913، عيّن كارانسا أوبريغون قائدًا عامًا للجيش الدستوري في الجزء الشمالي الغربي من البلاد مع الولاية القضائية على سونورا، وسينالوا، ودورانغو، وتشيواوا، وباها كاليفورنيا.
في شهر نوفمبر من عام 1913، استولت قوات أوبريغون على كولياكانن، وبذلك ضمنت سيادة الجيش الدستوري في كامل منطقة شمال غرب المكسيك تحت قيادة أوبريغون.
كان أوبريغون وغيره من السونورانيين يشكون بشدة في وزير حرب كارانسا، فيليبي أنخيليس، لأنهم اعتبروه المسؤول عن نظام دياز القديم. بناءً على إلحاح السونورانيين (أقوى مجموعة في ائتلاف كارانسا في أعقاب انتصارات أوبريغون في الشمال الغربي)، خفض كارازا رتبة أنخيليس إلى منصب وزير الحرب الفرعي.
على الرغم من تخفيض رتبته، صاغ أنخيليس إستراتيجية كبرى للهجوم على ثلاث محاور جنوب مدينة مكسيكو: (1) سيتقدم أوبريغون جنوبًا على طول السكة الحديدية الغربية، و (2) سيتقدم بانشو فيا جنوبًا على طول السكة الحديدية المركزية، و (3) سيتقدم بابلو غونزاليس غارزا جنوبًا على طول السكة الحديدية الشرقية.
بدأ أوبريغون مسيرته جنوبًا في شهر أبريل من عام 1914. في حين فضل بانشو فيا هجمات الفرسان البرية، كان أوبريغون مجددًا أكثر حذرًا. سرعان ما أصبح فيا على خلاف مع كارانسا، وفي شهر مايو من عام 1914، أصدر كارانسا تعليماته إلى أوبريغون بزيادة وتيرة حملته الجنوبية لضمان هزيمة قوات فيا إلى مدينة مكسيكو. نقل أوبريغون قواته من توبولوبامبو وسينالوا لحصار مازاتلان، ثم إلى تبيك، حيث قطع أوبريغون السكك الحديدية من غوادالاخارا، خاليسكو إلى كوليما، ما ترك هذين الميناءين معزولين.
في أوائل شهر يوليو، انتقل أوبريغون جنوبًا إلى أرينداين وخاليسكو، حيث هزمت قواته القوات الاتحادية مخلفةً 8000 قتيل، الأمر الذي أوضح أن نظام ويرتا قد هُزم. رُقي أوبريغون إلى رتبة لواء، وواصل مسيرته جنوبًا. بوصول أوبريغون إلى تيولويوكان بولاية مكسيكو، كان من الواضح أن ويرتا قد هُزم، وفي 11 أغسطس، وقّع أوبريغون المعاهدات التي أنهت نظام ويرتا على رفرف سيارة. في 16 أغسطس عام 1914، سار أبريغون و18,000 من قواته منتصرين إلى مدينة مكسيكو، وسرعان ما انضم إليه كارانسا، الذي سار منتصرًا إلى مدينة مكسيكو في 20 أغسطس.
في مدينة مكسيكو، تحرك أوبريغون للانتقام من أعدائه المتصورين. اعتقد أن الكنيسة الكاثوليكية المكسيكية قد دعمت نظام ويرتا، ولذلك فقد فرض غرامة قدرها 500,000 بيزو على الكنيسة تُدفع إلى المجلس الثوري لمساعدة الشعب.
اعتقد أيضًا أن الأثرياء كانوا مؤيدين لويرتا، ولذلك فرض ضرائب خاصة على رأس المال، والعقارات، والرهون العقارية، والمياه، والأرصفة، والمجاري، والعربات، والسيارات، والدراجات، وما إلى ذلك. اتُخذت أيضًا تدابير خاصة ضد الأجانب، وبعضها كان مهينًا عمدًا: على سبيل المثال، أُجبر رجال الأعمال الأجانب على مسح شوارع مدينة مكسيكو.

### الانفصال عن بانشو فيا وإيميليانو زاباتا، 1914
ازداد التوتر بين كارانسا وبانشو فيا طوال عام 1914، إذ تسبب فيا بعدد من الحوادث الدبلوماسية التي كان كارانسا قلقًا من أن تدعو إلى التدخل الخارجي في الثورة المكسيكية. في 8 يوليو عام 1914، وقع أنصار فيا وأنصار كارانسا معاهدة توريون التي اتفقوا بموجبها على أنه بعد هزيمة قوات ويرتا، سيجتمع 150 من جنرالات الثورة لتحديد الشكل المستقبلي للبلاد. مع ذلك، لم يرق لكارانسا تمرد فيا لدرجة أنه رفض السماح له بالسير إلى مدينة مكسيكو في شهر أغسطس. وفي شهر سبتمبر، انفصل كارانسا وفيا رسميًا، وخلال هذا الوقت، قام أوبريغون بزيارة إلى فيا كادت تؤدي إلى إطلاق فيا النار على أوبريغون.
مضت الاتفاقية التي وافق عليها أنصار فيا وأنصار كارانسا بمعاهدة توريون قدمًا في أغواسكاليينتس في 5 أكتوبر عام 1914. لم يشارك كارانسا في اتفاقية أغواسكاليينتس لأنه لم يكن جنرالًا، ولكن أوبريغون شارك فيها بصفته جنرالًا. سرعان ما انقسمت الاتفاقية إلى فصيلين رئيسيين: (1) أنصار كارانسا، الذين أصروا على أن تفي الاتفاقية بوعد خطة غوادالوبي واستعادة دستور المكسيك لعام 1857؛ و (2) أنصار فيا، الذين سعوا إلى إصلاحات اجتماعية أوسع نطاقًا مما هو منصوص عليه في خطة غوادالوبي. حظي أنصار فيا بدعم إيميليانو زاتابا، زعيم تحرير الجنوب، الذي أصدر خطته الخاصة أيالا الداعية إلى إصلاحات اجتماعية واسعة النطاق. حافظ أوبريغون لمدة شهر ونصف على الحياد بين الجانبين وحاول التوصل إلى حل وسط من شأنه تجنب نشوب حرب أهلية.
في النهاية، أصبح من الواضح أن أنصار فيا/ أنصار زاباتا قد فازوا بالاتفاقية؛ مع ذلك، رفض كارانسا قبول الاستعدادات لنظام «ما قبل الدستور» في الاتفاقية، التي اعتقد أنها غير كافية على الإطلاق، وفي أواخر شهر نوفمبر، رفض كارانسا سلطة النظام التي فرضتها الاتفاقية. اضطر أوبريغون إلى اختيار أحد الجانبين، وبطبيعة الحال، اختار الوقوف إلى جانب كارانسا وغادر الاتفاقية للقتال مع القائد الأول. كان قد عقد صداقات عديدة مع أنصار فيا وأنصار زاباتا في الاتفاقية وتمكن من إقناع بعضهم بالمغادرة معه. في 12 ديسمبر عام 1914، أصدر كارانسا إضافاته إلى خطة غوادالوبي، التي وضعت برنامجًا إصلاحيًا واعدًا، بما في ذلك قوانين الإصلاح، في تقليد واع لقوانين بينيتو خواريز للإصلاح.

## روابط خارجية
- ألفارو أوبريغون على موقع IMDb (الإنجليزية)
- ألفارو أوبريغون على موقع الموسوعة البريطانية (الإنجليزية)
- ألفارو أوبريغون على موقع إن إن دي بي (الإنجليزية)